# Apsilops sericatus
Apsilops sericatus är en stekelart som först beskrevs av Henry Lorenz Viereck 1925.  Apsilops sericatus ingår i släktet Apsilops och familjen brokparasitsteklar. Inga underarter finns listade.